# Ophrys carpitana
Espèce
Ophrys carpitana est une espèce de plantes à fleurs de la famille des Orchidaceae endémique de la Tunisie.